# Erebia sibo
Erebia sibo är en fjärilsart som beskrevs av Henry John Elwes 1898. Erebia sibo ingår i släktet Erebia och familjen praktfjärilar. Inga underarter finns listade i Catalogue of Life.